# Вюнненберг, Альфред
Альфред Вюнненберг (нем. Alfred Wünnenberg), полное имя — Альфред Бернгард Юлиус Эрнст Вюнненберг (нем. Alfred Bernhard Julius Ernst Wünnenberg; 20 июля 1891 года, Саарбург, Лотарингия, — 30 декабря 1963 года, Крефельд, Северный Рейн — Вестфалия), руководитель полиции порядка «Третьего рейха» (31 августа 1943 года — 8 мая 1945 года), обергруппенфюрер СС, генерал войск СС и полиции (1 июля 1943 года).

## Биография
25 февраля 1913 года вступил фаненюнкером в 56-й пехотный полк прусской армии, 5 августа 1914 года был произведён в лейтенанты. Во время Первой мировой войны в 1914 году воевал на Западном фронте, в 1915 году уже как командир роты — на Восточном фронте. В июне 1916 года прошёл курс обучения на лётчика, в 1917 году воевал в качестве лётчика-разведчика. За боевые отличия был награждён Железным крестом 1-го и 2-го класса.
После окончания войны в апреле 1919 года присоединился к союзу добровольческих корпусов «Охрана восточных границ» (Grenzschutz Ost), а также в октябре 1919 года — к добровольческому корпусу в Верхней Силезии.
В 1920 году демобилизовался в чине капитана и 1 февраля поступил на службу в охранную полицию (шуцполицию). 19 сентября 1920 года был произведён в обер-лейтенанты прусской шуцполиции. С февраля 1920 по февраль 1924 года служил инструктором по служебному собаководству в полицейских школах в Эссене и Потсдаме. Затем служил в полицейских школах Крефельда и Кёльна, где также проходил и обучение. С мая 1928 года служил в полиции Кёльна, затем был инструктором в Берлине-Шарлоттенбурге. В 1929 году женился, от этого брака имел дочь. До конца июля 1933 года был инспектором полиции в Гинденбурге. 1 мая 1933 года вступил в НСДАП (билет № 2 222 600).
С августа 1933 года — командир шуцполиции в Бойтене, с мая 1934 года — в Глейвице, с февраля 1935 года — в Саарбрюкене, с октября 1937 года — в Бремене, затем — в Маннгейме.1 января 1939 года вступил в СС (билет № 405 898) и сразу получил звание штандартенфюрера СС и полковника шуцполиции.  2 октября 1939 года назначен командиром 3-го полицейского полка СС в составе полицейской дивизии СС. С этим полком участвовал в западных кампаниях нацистской Германии и в войне с СССР.   15 ноября 1941 года награждён Рыцарским крестом Железного креста.
15 декабря 1941 года сменил Вальтера Крюгера на должности командира 4-й полицейской гренадерской дивизии СС. 23 апреля 1942 года был произведён в бригадефюреры СС и генерал-майоры полиции и получил дубовые листья к Рыцарскому кресту. Командовал этой дивизией с 15 декабря 1941 по 14 мая 1942 года и с 19 июля 1942 по 10 июня 1943 года.
С 8 июня 1943 года командовал IV танковым корпусом СС. 31 августа 1943 года, когда Курт Далюге по состоянию здоровья уже не мог исполнять свои обязанности, Вюнненберг возглавил Главное управление полиции порядка, в подчинении которого находились все полицейские силы (кроме полиции безопасности) в Германии и на оккупированных территориях. Оставался на этом посту до конца войны.
Некоторые исследователи пишут, что «после того как 29 апреля 1945 года А. Гитлер лишил Г. Гиммлера постов рейхсфюрера СС и шефа германской полиции, на последнюю должность был назначен Вюнненберг»,. Это прямо противоречит содержанию «Политического завещания Гитлера», в котором А. Гитлер назначил на посты рейхсфюрера СС и шефа немецкой полиции гауляйтера Карла Ханке,.
После окончания войны в 1946 году был интернирован в Дахау, но уже в следующем году освобождён. Умер 30 декабря 1963 года в Крефельде.

## Награды
- Железный крест 1-го класса (1914)
- Железный крест 2-го класса (1914)
- Рыцарский крест Железного креста (15.11.1941)
- Нагрудный знак «За ранение» в золоте (1918)
- Пряжки к Железному кресту II и I класса
- Медаль «За зимнюю кампанию на Востоке 1941/42»
- Дубовые листья к Рыцарскому кресту Железного креста (23 апреля 1942 года)
- Почетная шпага рейхсфюрера СС (Ehrendegen des RF SS)
- Кольцо «Мёртвая голова»